# Конвой №4215 (лютий 44)
Конвой № 4215 — японський конвой часів Другої світової війни, сформований у лютому 1943-го, з метою пройти з атола Трук у центральній частині Каролінських островів до розташованого у Токійській затоці порту Йокосука.
Протягом двох років Трук був принциповою базою японського ВМФ у Океанії, звідки головні сили флоту здійснювали підтримку операцій на Соломонових островах та сході Мікронезії. На початку лютого 1944-го через зростаючу ворожу перевагу основні бойові кораблі Імперського ВМФ полишили Трук, проте тут ще залишалось кілька десятків транспортів та багато малих кораблів, а також великі сили авіації. 17—18 лютого американське авіаносне угруповання завдало нищівного удару по атолу, що мало нейтралізувати загрозу від розташованої тут бази.
Вночі 17 лютого 1944-го, невдовзі до початку атаки, з Труку почав рух конвой, до якого увійшли переобладнаний легкий крейсер «Акагі-Мару» (мав на борту понад шість сотень осіб, що підлягали евакуації) і навчальний крейсер «Каторі» під охороною есмінців «Майкадзе» та «Новакі» і переобладнаного мисливця за підводними човнами «Шонан-Мару № 15».
Ще до виходу з атола конвой попав під першу атаку з повітря, під час якої обстріляний з винищувачів, що завдало певних пошкоджень «Майкадзе». За дві з половиною години сталась друга атака, під час якої «Акагі-Мару» був уражений 224-кг бомбою та отримав значні пошкодження. Ще через пів години у цей корабель влучила ще одна така бомба, яка викликала загоряння палива. Менш ніж за годину в черговій атаці «Акагі-Мару» поцілили третьою бомбою, що призвело до втрати ходу. Тим часом пожежа досягла амуніції та після кількох сильних вибухів віддали наказ полишити корабель, причому більшість вцілілих прийняв «Каторі». За п'ять з половиною годин після першої атаки «Акагі-Мару» добив один з японських кораблів.
Через дві години після загибелі «Акагі-Мару» конвой перехопив американський загін, що мав перешкоджати спробами полишити Трук. Він включав два лінкори, два важкі крейсери та два есмінці й набагато переважав сили конвою № 4215. «Майкадзе» дав залп торпедами, проте вони пройшли між лінкорами, тоді як артилерійський вогонь важких крейсерів USS Minneapolis та USS New Orleans завдав японському есмінцю важких пошкоджень та призвів до вибуху власних снарядів. Через 43 хвилини після початку бою «Майкадзе» пішов на дно разом з усім екіпажем.
Лінкор USS New Jersey своєю допоміжною 127-мм артилерією потопив «Шонан-Мару № 15» (за іншими даними цей допоміжний корабель знищив есмінець USS Burns), тоді як лінкор USS Iowa випустив по «Каторі» 46 снарядів головного калібру (а також 124 снаряди зі 127-мм гармат), 8 з яких уразили навчальний крейсер. За 11 хвилин після початку бою «Каторі» затонув.
Тим часом есмінець «Новакі» на великій швидкості залишав район бою. Обидва лінкори розвинули швидкість у 32,5 вузла та відкрили вогонь головним калібром з відстані у 32 км. Втім, «Новакі» рухався ще швидше, а обстріл не приносив результатів. Коли відстань зросла майже до 35 км лінкорам прийшлось перейти на ведення вогню по даних радарів, а на відстані у 35,7 км командир американського загону наказав припинити переслідування. 24 лютого «Новакі» прибув до Йокосуки.
При розгромі конвою загинула велика кількість японців, зокрема 1300 осіб, що були на «Акагі-Мару» (з них майже вісім сотень належали до екіпажу). Разом з усім екіпажем (понад дві сотні осіб) загинув «Майкадзе». Що стосується екіпажу «Каторі», то він у звичайних умовах становив понад три сотні осіб.